# Фрич, Райнхард Михаэль
Райнхард Mихаэль Фрич (нем. Reinhard Michael Fritsch; род. 24 сентября 1944, Бад-Флинсберг, ныне Сверадув-Здруй, Польша) — немецкий ботаник.

## Биография
Окончил Йенский университет (1969), в 1977 г. защитил диссертацию доктора естествознания (Doctor rerum naturalium) в Университете Халле.
В 1969—2007 гг. научный сотрудник Института генетики и растениеводства в Гатерслебене (до объединения Германии в подчинении АН ГДР, с 1992 г. — Институт генетики растений и растениеводства в составе Ассоциации Лейбница).
Занимался преимущественно систематикой растений рода Лук.

## Виды, описаные Фричем
Фричем описал некоторые виды растений рода лук:
- Allium abbassi
- Allium arkitense
- Allium asarense R M Fritsch & Matin
- Allium austroiranicum
- Allium aznavense
- Allium basalticum[англ.] Fragman et R M Fritsch
- Allium bisotunense
- Allium chychkanense
- Allium cysferganense
- Allium clivorum
- Allium dolichovaginatum
- Allium furkatii
- Allium hanettii F.O.Khass & R M Fritsch
- Allium hollandicum
- Allium intradarvazicum
- Allium isakulii R M Fritsch & F.O.Khass
- Allium keusgenii
- Allium khozratense
- Allium kuhsorkhense R M Fritsch & Joharchi
- Allium orunbaii F.O.Khass & R M Fritsch
- Allium oreotadzhikorum
- Allium pseudowinklerianum R.M.Fritsch & F.O.Khass
- Allium vallivanchense R.M.Fritsch & N.Friesen